# 8P8C

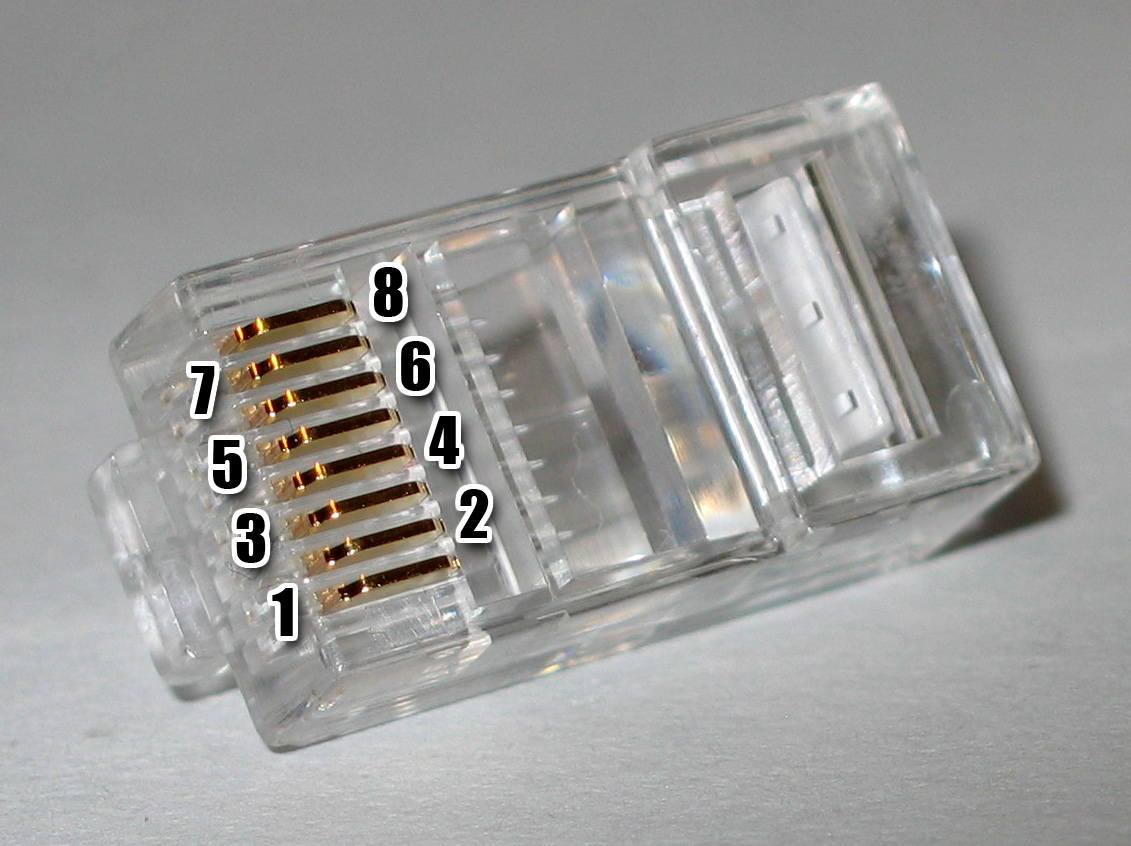
8P8C的插头以及引脚编号（以100Base-T4为例，不同厂商的命名可能有不同）:
引脚 名称 功能
1. TX_D1+ （发送数据+）
2. TX_D1- （发送数据-）
3. RX_D2+ （接收数据+）
4. BI_D3+ （双向数据+）
5. BI_D3- （双向数据-）
6. RX_D2- （接收数据-）
7. BI_D4+ （双向数据+）
8. BI_D4- （双向数据-）

8P8C，或稱為RJ45，是以太网使用双绞线连接时常用的一种连接器插头。
8P8C（8 position 8 contact）的意思是8个位置（Position，指8個凹槽）、8个触点（Contact，指8個金屬接點）。
IEEE 802.3u/10BASE-T及IEEE 802.3u/100BASE-TX使用两对EIA/TIA双绞线（即TXD1,RXD2两个差分对），而IEEE 802.3u/1000BASE使用四对双绞线，即全部8根线。

## 连线颜色
在T568A中，与之相连的8根线分别定义为：白綠、绿；白橙、蓝；白蓝、橙；白棕、棕。在T568B中，与之相连的8根线分别定义为：白橙、橙；白绿、蓝；白蓝、绿；白棕、棕。其中橙白色和橙色组成一对差分传输线，绿白色和绿色组成一对差分传输线，蓝白色和蓝色组成一对差分传输线，棕白色和棕色组成一对差分传输线。T568A可以跟早期的USOC向下相容。

## 连线信号
在百兆以太网（Fast Ethernet、10/100M Ethernet）中，仅使用1、2、3、6这四根线，以差分信号传输方式减少电磁干扰，其中1、2为TX(发送)（拧在一起），3、6为RX（接收）拧在一起。因此平行線就是两端同为EIA-568-A或者EIA-568-B，而跳線就是一端使用EIA-568-A，另一端使用EIA-568-B的连接方法。
在千兆以太網（Gigabit Ethernet、1000M Ethernet）或者以太网供电（PoE, Power over Ethernet）中，全部的四对差分对都被使用。

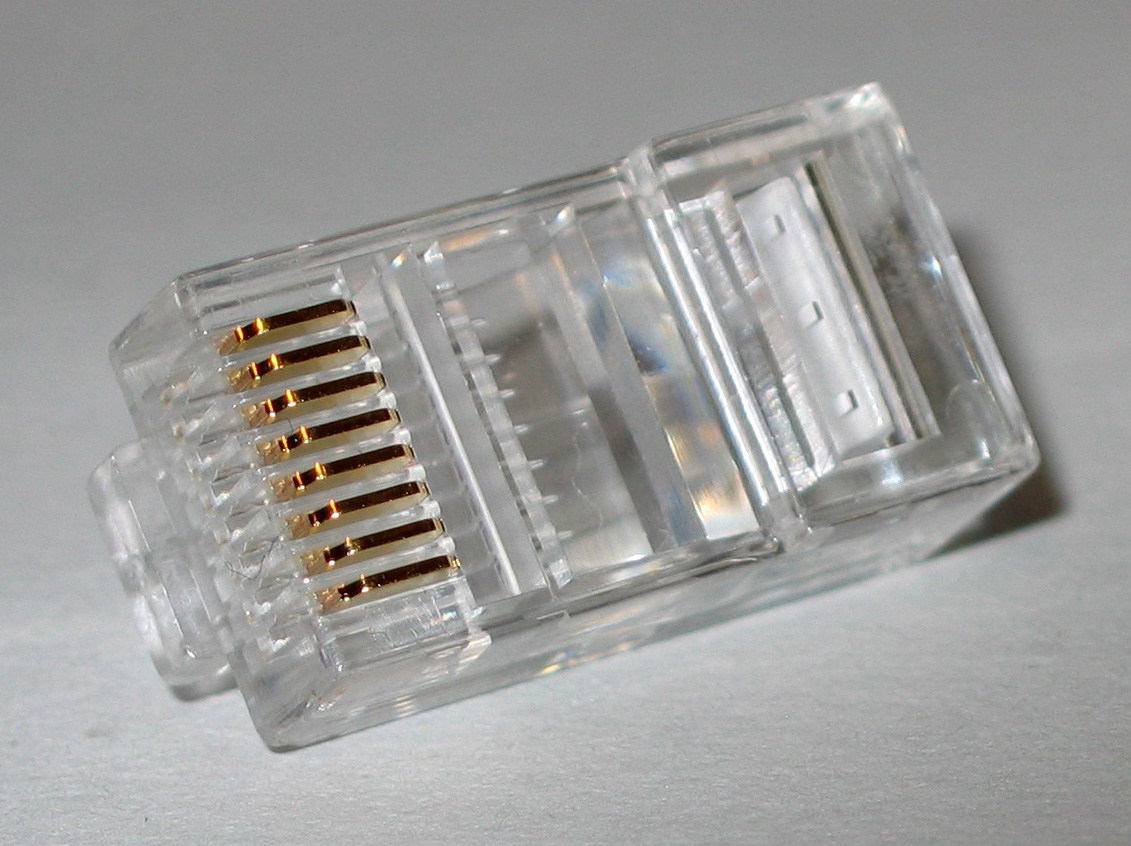
一个未压入电缆的8P8C插头

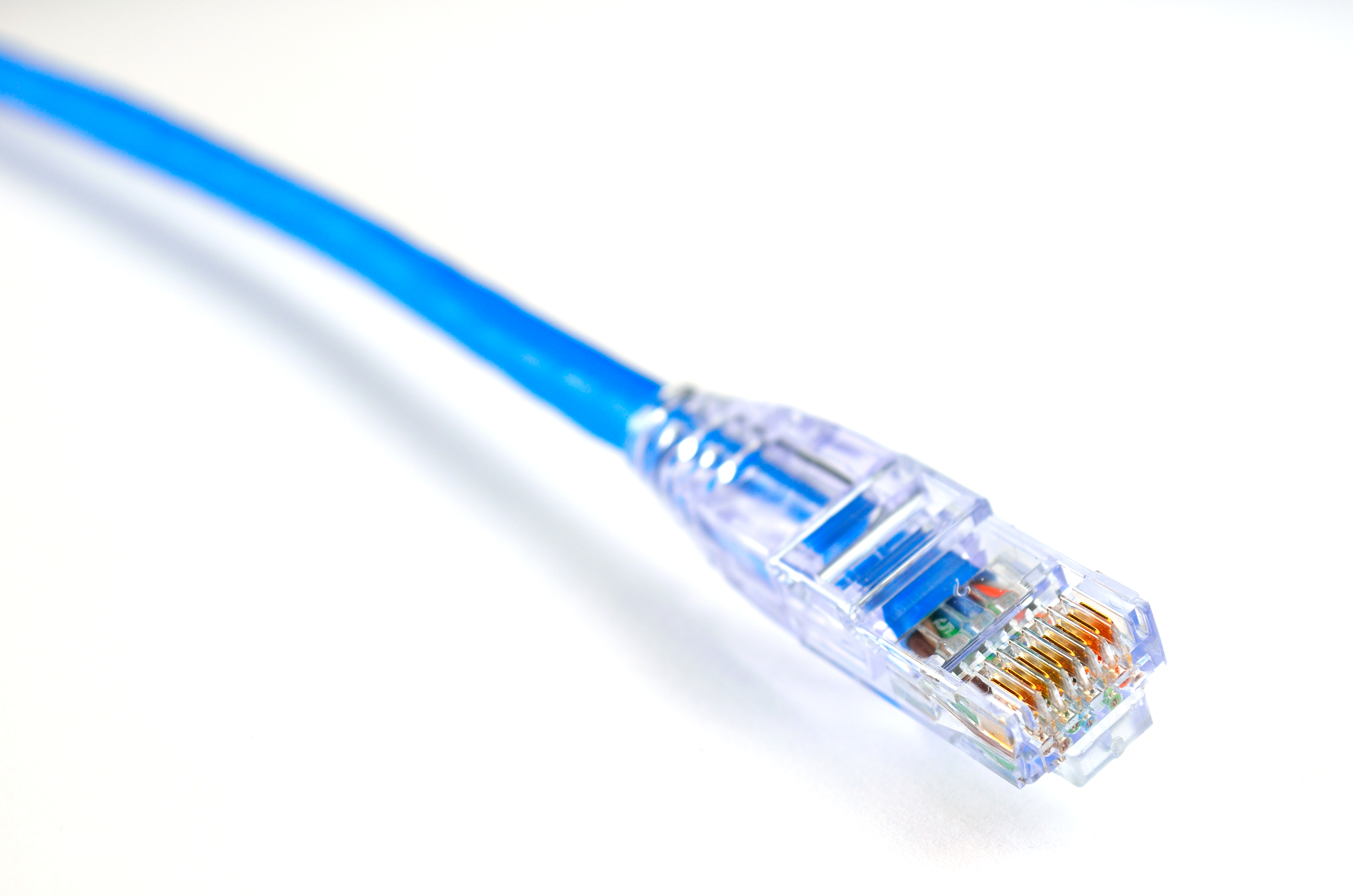
一个插头与电缆安装后的8P8C插头